# Erased – Miasto, z którego zniknąłem
ERASED – Miasto, z którego zniknąłem (jap. 僕だけがいない街 Boku dake ga inai machi) – manga napisana i zilustrowana przez Keia Sanbe, która była wydawana w czasopiśmie Young Ace wydawnictwa Kadokawa Shoten od czerwca 2012 roku do marca 2016 roku.
Na podstawie mangi powstało anime, wyprodukowane przez studio A-1 Pictures, emitowane na Fuji TV od 8 stycznia do 25 marca 2016 roku, film live action, który miał swoją premierę 19 marca 2016 roku. Powstała także powieść, która jest spin-offem mangi. W 2017 roku za pośrednictwem platformy Netflix wyemitowany został także serial live action, także w Polsce, pod tytułem Erased.
W Polsce manga wydawana jest od 2017 roku przez wydawnictwo Studio JG. Anime dostępne jest za pośrednictwem serwisu Netflix pod tytułem Miasto beze mnie.

## Fabuła
Satoru Fujinuma posiada zdolność do powrotu do przeszłości, która sprawia, że w razie czyjegoś wypadku dziejącego się w jego pobliżu jego umysł cofa się o kilka chwil w przeszłość, dzięki czemu Satoru jest w stanie danemu wypadkowi zapobiec. Jednak gdy pewnego dnia jego matka zostaje zamordowana przez nieznanego sprawcę, ta umiejętność wysyła go osiemnaście lat w przeszłość, do czasów szkoły podstawowej, dając mu szansę zatrzymania próby porwania i morderstwa trójki dzieci, z których dwójka uczęszczała do tej samej klasy co Satoru.

## Bohaterowie
- Satoru Fujinuma (jap. 藤沼 悟 Fujinuma Satoru) – mangaka, który pracuje na pół etatu jako dostawca pizzy. Posiada zdolność do cofania się w przeszłość. Gdy jego matka zostaje zamordowana, a on sam oskarżony o popełnienie tej zbrodni, zdolność wysyła go o 18 lat w przeszłość, gdzie Satoru stara się przeszkodzić seryjnemu mordercy w popełnieniu jego pierwszych morderstw.

Seiyū: Shinnosuke Mitsushima (29 lat), Tao Tsuchiya (10/11 lat) 
- Airi Katagiri (jap. 片桐 愛梨 Katagiri Airi) – licealistka pracująca jako dostawca pizzy w tej samej firmie co Satoru. Airi jest jedną z niewielu osób, która wierzy, że Satoru został wrobiony w morderstwo swojej matki.

Seiyū: Chinatsu Akasaki 
- Kayo Hinazuki (jap. 雛月 加代 Hinazuki Kayo) – jedna ze znajomych z klasy Satoru, jest  pierwszą z ofiar seryjnego mordercy. Jest samotną dziewczyną, która jest maltretowana przez matkę.

Seiyū: Aoi Yūki 
- Sachiko Fujinuma (jap. 藤沼 佐知子 Fujinuma Sachiko) – matka Satoru i była prezenterka telewizyjna. Jest bardzo bystra i zwraca uwagę na szczegóły. Gdy przypadkiem staje się świadkiem próby porwania dziecka i rozpoznaje napastnika jako mordercę sprzed 18 lat, staje się jego kolejną ofiarą.

Seiyū: Minami Takayama 
- Kenya Kobayashi (jap. 小林 賢也 Kobayashi Ken'ya) – jeden z przyjaciół Satoru z klasy, ma bardzo duże poczucie sprawiedliwości. Jest bardzo bystry oraz zbyt dojrzały jak na swój wiek.

Seiyū: Yō Taichi 
- Hiromi Sugita (jap. 杉田 広美 Sugita Hiromi) – jeden z przyjaciół Satoru z klasy. Jest bardzo delikatny i ma nieco dziewczęcy wizerunek. Był trzecią ofiarą seryjnego mordercy - jego śmierć miała służyć jedynie jako odwrócenie uwagi od prawdziwego sprawcy morderstw.

Seiyū: Akari Kitō 
- Osamu (jap. 修) – jeden z przyjaciół Satoru z klasy.

Seiyū: Ayaka Nanase 
- Kazu (jap. カズ Kazu) – jeden z przyjaciół Satoru z klasy.

Seiyū: Yukitoshi Kikuchi 
- Aya Nakanishi (jap. 中西 彩 Nakanishi Aya) – uczennica szkoły podstawowej położonej niedaleko szkoły do której uczęszcza Satoru. Druga ofiara seryjnego mordercy.
- Jun Shiratori (jap. 白鳥 潤 Shiratori Jun) – dostawca, który mieszka w tym samym mieście co Satoru. Często wspiera dzieci która są samotne. Zostaje wrobiony przez mordercę i zostaje skazany za wszystkie trzy morderstwa.

Seiyū: Takahiro Mizushima 
- Gaku Yashiro (jap. 八代 学 Yashiro Gaku) – wychowawca klasy Satoru.

Seiyū: Mitsuru Miyamoto 
- Akemi Hinazuki (jap. 雛月 明美 Hinazuki Akemi) – matka Kayo.

Seiyū: Akemi Okamura 

## Manga
Manga, której autorem jest Kei Sanbe, była wydawana w czasopiśmie Young Ace wydawnictwa Kadokawa Shoten od 4 czerwca 2012 roku do 4 marca 2016 roku. Pierwszy tankōbon został wydany 25 stycznia 2013, a ostatni, ósmy, został wydany 2 maja 2016 roku. 
Czwarty tom mangi zajął w czerwcu 2014 roku 12. miejsce w tygodniowym rankingu Oriconu, a sama manga sprzedała się w ponad 330 tysiącach egzemplarzy (stan na 21 lutego 2016).
Manga była nominowana w 2014 roku (18. edycja) do Nagrody Kulturalnej im. Osamu Tezuki w kategorii nagroda czytelnika. Była także nominowana w 7. edycji, 8. edycji oraz 9. edycji Manga Taishō.
W Polsce manga ta wydawana jest od 2017 roku przez wydawnictwo Studio JG.
| Nr | Język japoński   | Język japoński         | Język polski         | Język polski           |
| Nr | Data wydania     | ISBN                   | Data wydania         | ISBN                   |
| -- | ---------------- | ---------------------- | -------------------- | ---------------------- |
| 1  | 25 stycznia 2013 | ISBN 978-4-04-120557-0 | 28 kwietnia 2017     | ISBN 978-83-80012-08-0 |
| 2  | 31 maja 2013     | ISBN 978-4-04-120701-7 | 13 lipca 2017        | ISBN 978-83-80012-22-6 |
| 3  | 4 grudnia 2013   | ISBN 978-4-04-120911-0 | 9 października 2017  | ISBN 978-83-80012-45-5 |
| 4  | 4 czerwca 2014   | ISBN 978-4-04-101742-5 | 11 stycznia 2018     | ISBN 978-83-80012-62-2 |
| 5  | 29 grudnia 2014  | ISBN 978-4-04-101743-2 | 26 marca 2018        | ISBN 978-83-80012-88-2 |
| 6  | 4 lipca 2015     | ISBN 978-4-04-103134-6 | 6 czerwca 2018       | ISBN 978-83-8001-320-9 |
| 7  | 26 grudnia 2015  | ISBN 978-4-04-103675-4 | 10 sierpnia 2018     | ISBN 978-83-8001-340-7 |
| 8  | 2 maja 2016      | ISBN 978-4-04-103915-1 | 10 października 2018 | ISBN 978-83-8001-362-9 |

### Spin-off
4 czerwca 2016 roku rozpoczął się w czasopiśmie Young Ace spin-off mangi. Autorem scenariusza i rysunków również jest Kei Sanbe. Ostatni rozdział spin-offu ukazał się 4 listopada 2016. Numeracja tomów pozostała niezmieniona.
| Nr | Język japoński | Język japoński         | Język polski    | Język polski           |
| Nr | Data wydania   | ISBN                   | Data wydania    | ISBN                   |
| -- | -------------- | ---------------------- | --------------- | ---------------------- |
| 9  | 4 lutego 2017  | ISBN 978-4-04104-879-5 | 25 czerwca 2021 | ISBN 978-83-8001-663-7 |

## Anime
Animowana adaptacja mangi została wyprodukowana przez studio A-1 Pictures i wyreżyserowana przez Tomohiko Itō. Scenariusze odcinków wykonał Taku Kishimoto, a projekty postaci Keigo Sasaki. Odcinki były wyemitowane na Fuji TV od 8 stycznia do 25 marca 2016 roku. Czołówką serii jest utwór „Re:Re:” zespołu Asian Kung-Fu Generation, endingiem jest utwór „Sore wa chiisa na hikari no yō na” (jap. それは小さな光のような), wykonywana przez Sayuri.
Anime dostępne jest za pośrednictwem serwisu Netflix pod tytułem Miasto beze mnie.
| N/o | Tytuł                                        | Premiera         |
| --- | -------------------------------------------- | ---------------- |
| 1   | Życie błyska mi przed oczyma Sōmatō (走馬灯) | 8 stycznia 2016  |
| 2   | W dłoni Tenohira (掌)                        | 15 stycznia 2016 |
| 3   | Siniec Aza (痣)                              | 22 stycznia 2016 |
| 4   | Sukces Tassei (達成)                         | 29 stycznia 2016 |
| 5   | Ucieczka Tōbō (逃亡)                         | 5 lutego 2016    |
| 6   | Ponury Żniwiarz Shinigami (死神)             | 12 lutego 2016   |
| 7   | Wariat Bōsō (暴走)                           | 19 lutego 2016   |
| 8   | Spirala Rasen (螺旋)                         | 26 lutego 2016   |
| 9   | Spełnienie Shūmaku (終幕)                    | 4 marca 2016     |
| 10  | Radość Kanki (歓喜)                          | 11 marca 2016    |
| 11  | Przyszłość Mirai (未来)                      | 18 marca 2016    |
| 12  | Skarb Takaramono (宝物)                      | 25 marca 2016    |

## Film live action
Na podstawie mangi powstała także filmowa adaptacja z udziałem aktorów, która miała swoją premierę w Japonii 19 marca 2016 roku.
W filmie główne role odgrywają:
- Tatsuya Fujiwara oraz Tsubasa Nakagawa jako Satoru Fujinuma (jap. 藤沼 悟 Fujinuma Satoru)
- Kasumi Arimura jako Airi Katagiri (jap. 片桐 愛梨 Katagiri Airi)
- Rio Suzuki jako Kayo Hinazuki (jap. 雛月 加代 Hinazuki Kayo)
- Yuriko Ishida jako Sachiko Fujinuma (jap. 藤沼 佐知子 Fujinuma Sachiko)
- Seiji Fukushi jako Kenya Kobayashi (jap. 小林 賢也 Kobayashi Ken'ya)
- Kento Hayashi jako Jun Shiratori (jap. 白鳥 潤 Shiratori Jun)

## Powieść
Powstała także powieść zatytułowana Boku dake ga inai machi Another Record (jap. 僕だけがいない街 Another Record), napisana przez Hajime Ninomae, która ukazywała się w internetowym magazynie Bungei Kadokawa należącym do wydawnictwa Kadokawa Shoten od listopada 2015 do marca 2016 roku. Powieść została wydana w pojedynczym tomie 30 marca 2016 roku.

## Serial live action
Na podstawie mangi powstała także seria live action wyprodukowana we współpracy Kansai TV i Cocoon, a wyemitowana przez platformę Netflix. Seria miała swoją premierę 15 grudnia 2017 roku w Japonii, a następnie została udostępniona w 190 krajach. Główne role odgrywają: Reo Uchikawa oraz Yūki Furukawa jako Satoru Fujinuma, Mio Yūki jako Airi Katagiri, Rinka Kakihara jako Kayo Hinazuki, Shigeyuki Totsugi jako Gaku Yashiro, Tomoka Kurotani jako Sachiko Fujinuma, Noriko Eguchi jako Akemi Hinazuki, Jin Shirasu jako Kenya Kobayashi  oraz Hidekazu Mishima jako Sawada. Reżyserem został Ten Shimoyama, a za scenariusz odpowiedzialna jest Tomomi Ōkubo.
W Polsce serial jest dostępny w serwisie Netflix.